# Pethia
Pethia è un genere di pesci d'acqua dolce appartenente alla famiglia Cyprinidae.

## Etimologia
Il nome Pethia è una parola cingalese usata nei luoghi d'origine per descrivere molte specie di piccoli ciprinidi .

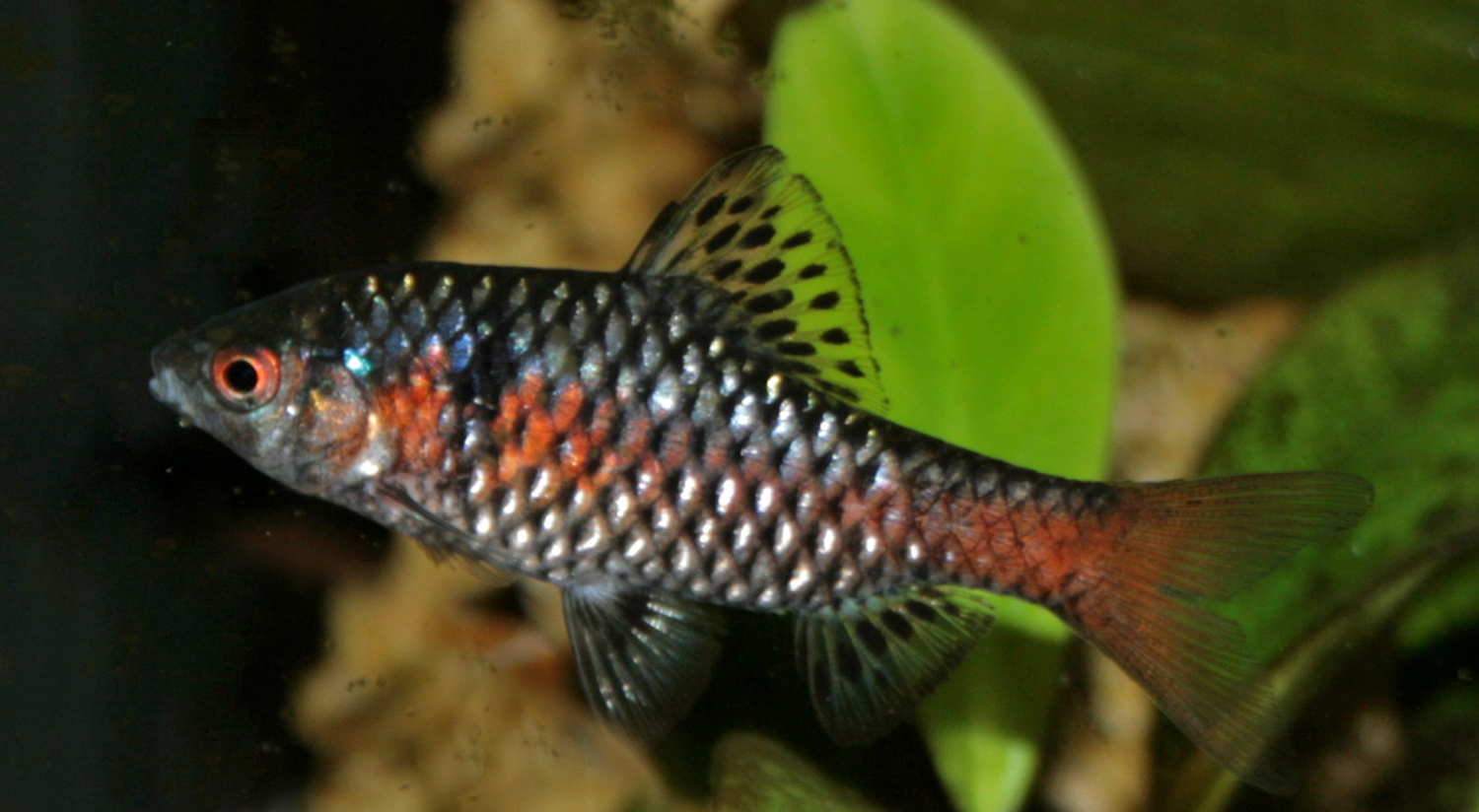
Pethia stoliczkana

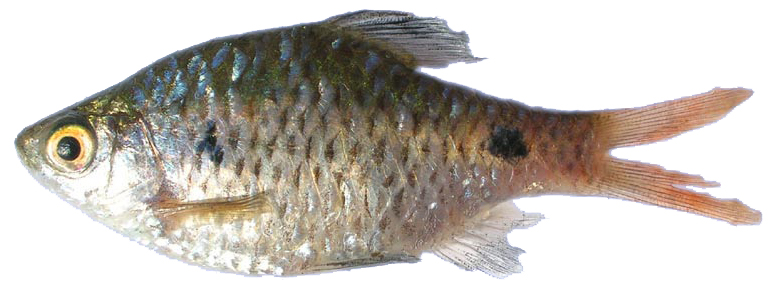
Pethia ticto

## Specie
Il genere comprende attualmente (2014) 30 specie 
- Pethia atra
- Pethia bandula
- Pethia conchonius
- Pethia cumingii
- Pethia didi
- Pethia erythromycter
- Pethia gelius
- Pethia khugae
- Pethia macrogramma
- Pethia manipurensis
- Pethia meingangbii
- Pethia melanomaculata
- Pethia muvattupuzhaensis
- Pethia nankyweensis
- Pethia narayani
- Pethia nigripinnis
- Pethia nigrofasciata
- Pethia ornatus
- Pethia padamya
- Pethia phutunio
- Pethia pookodensis
- Pethia punctata
- Pethia reval
- Pethia setnai
- Pethia shalynius
- Pethia stoliczkana
- Pethia thelys
- Pethia tiantian
- Pethia ticto
- Pethia yuensis